# Monika Linkytė
Monika Linkytė (Gargždai, 3 giugno 1992) è una cantante lituana.
Ha rappresentato la Lituania all'Eurovision Song Contest 2015 con This Time, in duetto con Vaidas Baumila, e nuovamente nel 2023 come solista con Stay.

## Biografia
Dopo il diploma al ginnasio, Monika Linkytė ha frequentato l'Università di Vilnius, abbandonando gli studi in salute pubblica dopo tre semestri. Al medesimo ateneo ha ripreso gli studi in legge nel 2014, ma si è ritirata due anni dopo per studiare musica al British and Irish Modern Music Institute di Londra.
Nel 2007 ha partecipato alla selezione lituana per il Junior Eurovision Song Contest. Ha preso parte alla selezione lituana per l'Eurovision Song Contest, Eurovizijos atranka 2010, piazzandosi 10ª con l'inedito Give Away. Si è presentata nuovamente per le edizioni 2011 e 2012, piazzandosi rispettivamente 4ª con Give Away e 3ª con Happy. Nel 2013 è stata concorrente alla seconda edizione di Lietuvos balsas, versione locale del talent show The Voice, dove ha conquistato il 2º posto nella finale. Nello stesso anno ha partecipato per il quarto anno consecutivo a Eurovizijos atranka, questa volta con il duetto Baby Boy con Sasha Son, ma si è dovuta ritirare dopo la semifinale per via di una laringite. Nel 2014, oltre all'annuale partecipazione alla selezione eurovisiva lituana (dove ha conquistato il 4º posto), ha rappresentato il suo paese al festival internazionale New Wave, finendo 4ª.
Nel 2015, al sesto tentativo consecutivo a Eurovizijos atranka, Monika Linkytė è riuscita a vincere la competizione con il duetto This Time con Vaidas Baumila. Il duo ha rappresentato la Lituania all'Eurovision Song Contest 2015 a Vienna, piazzandosi al 18º posto su 27 partecipanti alla finale con 30 punti totalizzati.
Dopo l'esperienza eurovisiva, la cantante ha iniziato a lavorare al suo album di debutto. Il singolo apripista Po dangum è stato certificato disco di platino in Lituania con oltre 5 000 unità vendute. Il suo album, Walk with Me, è stato pubblicato il 17 settembre 2015 e ha anch'esso conquistato il disco di platino per le 8 000 copie vendute. Il progetto le ha fruttato tre premi M.A.M.A., il principale riconoscimento musicale lituano: migliore artista femminile, album dell'anno per Walk with Me, e migliore canzone per Po dangum.
Monika Linkytė ha continuato a pubblicare musica regolarmente. Nel 2023 ha preso parte a Pabandom iš naujo!, nuovo format per la selezione del rappresentante eurovisivo lituano, dove ha trionfato questa volta come solista con l'inedito Stay, che le ha garantito il diritto di cantare per il suo paese all'Eurovision Song Contest 2023 a Liverpool. Nel maggio successivo, dopo essersi qualificata dalla seconda semifinale, Monika Linkytė si è esibita nella finale eurovisiva, dove si è piazzata all'11º posto su 26 partecipanti con 127 punti totalizzati. Stay ha raggiunto la 5ª posizione nella classifica lituana dei singoli.

## Discografia

### Album in studio
- 2015 – Walk with Me

### Album dal vivo
- 2020 – Koncertas su styginių kvintetu

### EP
- 2018 – Old Love
- 2023 – Healing

### Singoli
- 2010 – Give Away
- 2011 – Days Go By
- 2012 – Happy
- 2013 – Baby Boy (con Sasha Son)
- 2014 – Skęstu
- 2015 – This Time (con Vaidas Baumila)
- 2015 – Po dangum
- 2015 – Žodžių nereikia
- 2015 – Krentu žemyn
- 2016 – Padovanojau
- 2016 – Šviesos
- 2016 – Prisimink mane
- 2017 – Leisk man pasiklyst
- 2017 – Gal tai meilė?
- 2018 – Ant pasaulio krasto
- 2018 – O tu?
- 2019 – All Alone
- 2019 – Aš myliu save (con Indrė Stonkuvienė)
- 2019 – Perfect Times (con Kazimieras Likša)
- 2020 – Visada šalia
- 2020 – Šilkas
- 2021 – Paskutinįkart
- 2021 – Naktis
- 2022 – Degtukas
- 2022 – Dūšia/Sakai man lyk (con Leon Somov)
- 2023 – Stay

## Riconoscimenti
- Muzikos asociacijos metų apdovanojimai
  - 2015 – Artista femminile dell'anno[13]
  - 2015 – Album dell'anno per Walk with Me[13]
  - 2015 – Canzone dell'anno per Po dangum[13]
  - 2015 – Candidatura al Migliore artista pop[13]
  - 2016 – Candidatura all'Artista femminile dell'anno[17]